# Голден-Валли (округ, Северная Дакота)
Округ Голден-Валли (англ. Golden Valley County) располагается в штате Северная Дакота, США. Официально образован в 1912 году. По состоянию на 2013 год, численность населения составляла 1823 человека.

## География
По данным Бюро переписи США, общая площадь округа равняется 2 595,183 км2, из которых 2 595,183 км2 — суша, и 0,000 км2, или 0,040 % — это водоёмы.

## Население
По данным переписи населения 2000 года в округе проживает 1924 жителя в составе 761 домашних хозяйств и 506 семей. Плотность населения составляет 0,00 человек на км2. На территории округа насчитывается 973 жилых строений, при плотности застройки около 0,37-ти строений на км2. Расовый состав населения: белые — 97,77 %, афроамериканцы — 0,73 %, коренные американцы (индейцы) — 0,10 %, азиаты — 0,31 %, гавайцы — 0,00 %, представители других рас — 1,09 %, представители двух или более рас — 0,00 %. Испаноязычные составляли 1,04 % населения независимо от расы.
В составе 29,20 % из общего числа домашних хозяйств проживают дети в возрасте до 18 лет, 58,30 % домашних хозяйств представляют собой супружеские пары, проживающие вместе, 4,90 % домашних хозяйств представляют собой одиноких женщин без супруга, 33,40 % домашних хозяйств не имеют отношения к семьям, 31,50 % домашних хозяйств состоят из одного человека, 15,80 % домашних хозяйств состоят из престарелых (65 лет и старше), проживающих в одиночестве. Средний размер домашнего хозяйства составляет 2,38 человека, и средний размер семьи 3,01 человека.
Возрастной состав округа: 28,30 % — моложе 18 лет, 5,10 % — от 18 до 24, 22,20 % — от 25 до 44, 23,00 % — от 45 до 64, и 23,00 % — от 65 и старше. Средний возраст жителя округа — 41 год. На каждые 100 женщин приходится 92,60 мужчин. На каждые 100 женщин старше 18 лет приходится 88,10 мужчин.
Средний доход на домохозяйство в округе составлял 29 967 USD, на семью — 37 105 USD. Среднестатистический заработок мужчины был 25 478 USD против 18 000 USD для женщины. Доход на душу населения составлял 14 173 USD. Около 10,80 % семей и 15,30 % общего населения находились ниже черты бедности, в том числе — 21,40 % молодежи (тех, кому ещё не исполнилось 18 лет) и 7,70 % тех, кому было уже больше 65 лет.